# East Newnan
East Newnan es un lugar designado por el censo del condado de Coweta, Georgia, Estados Unidos. Según el censo de 2020, tiene una población de 1022 habitantes.
En los Estados Unidos, un lugar designado por el censo (traducción literal de la frase en inglés census-designated place, CDP) es una concentración de población identificada por la Oficina del Censo exclusivamente para fines estadísticos.
En este caso se trata, a todos los efectos prácticos, de un barrio de la ciudad de Newnan. 

## Geografía
Está ubicado en las coordenadas 33°20′45″N 84°46′36″O / 33.34583, -84.77667 (33.345796, -84.776725). Según la Oficina del Censo, tiene una superficie total de 7.56 km² , de los cuales 7.32 km² están cubiertos de tierra y 0.24 km² están cubiertos de agua.

## Demografía

### Censo de 2020
| Raza                   | Núm. | Porc.   |
| ---------------------- | ---- | ------- |
| Blancos                | 528  | 51.66%  |
| Afroamericanos         | 232  | 22.70%  |
| Amerindios             | 3    | 0.29%   |
| Asiáticos              | 5    | 0.49%   |
| Otras razas            | 123  | 12.04%  |
| De una mezcla de razas | 131  | 12.82%  |
| Total                  | 1022 | 100.00% |

Del total de la población, el 23.29% son hispanos o latinos de cualquier raza.  

### Estimación 2018-2022
Según la estimación 2018-2022 de la Oficina del Censo, los ingresos medios de los hogares son de $36,192 y los ingresos medios de las familias son de $40,833.